# Área de conservación privada Lomas de Atiquipa
El Área de conservación privada Lomas de Atiquipa es un área protegida en el Perú. Se encuentra en el departamento de Arequipa. fue creada el 26 de julio de 2011 mediante Resolución Ministerial n.º 165-2011-MINAM. Tiene 19 028,02 hectáreas.